# Paullinia latifolia
Paullinia latifolia är en kinesträdsväxtart som beskrevs av George Bentham och Ludwig Radlkofer. Paullinia latifolia ingår i släktet Paullinia och familjen kinesträdsväxter. Inga underarter finns listade i Catalogue of Life.